# Petar Vranić
Petar Vranić (Beograd, 1928 - Beograd, 22.11.1992) je bio lekar opšte prakse Doma zdravlja u Staroj Pazovi, specijalizant opšte medicine i politički osuđenik i zatočenik na Golom otoku.

## Obrazovanje i karijera
Završio je Medicinski fakultet 1960. godine u Beogradu kada se i zaposlio u Domu zdravlja Stara Pazova. Učestvovao je na međunarodnom kongresu sportske medicine 1971. godine u Londonu i na skupu sportskih lekara. Specijalizaciju opšte medicine završio je 1972. godine u Beogradu. Nakon čega je radio kao lekarspecijalista opšte medicine, ali i kao direktor DZ “Jovan Jovanović Zmaj” Stara Pazova. Za vreme njegovog mandata je počela i završena izgradnja DZ “Jovan Jovanović Zmaj” Stara Pazova. U vreme ideoloških razmimoilaženja pedesetih godina prošlog veka bio je politički osuđenik i zatočenik na Golom otoku, ostrvu “Arhipelaga Gulaga”. Rehabilitovan je 2016. godine.
Postao je član, a zatim predsednik Srpskog lekarskog društva (SLD) Stara Pazova – Inđija. U Opatiji je 04.10.1985 godine dobio Sertifikat za borbu protiv narkomanije. Srpsko lekarsko društvo mu je 26.02.1992 godine dodelilo plaketu u znak priznanja za uspešan rad u okviru delatnosti društva lekara Vojvodine.
Kao sportski lekar dobijao je uverenja kojima je proglašen počasnim članom FK “Vojvodina” Novi Sad, FK “Sremac” Vojka, FK “Jedinstvo” Stara Pazova, FK “Radnički“ Nova Pazova.
Bio je oženjen Marijom Vranić, sa kojom je imao dva sina Aleksandra i Slobodana i ćerku Slobodanku.